# Landgericht Nürnberg
Das Landgericht Nürnberg war ein von 1808 bis 1879 bestehendes bayerisches Landgericht älterer Ordnung mit Sitz in Nürnberg. Mit der Umbenennung des Landgericht in Amtsgericht wurde gleichzeitig ein neues Landgericht Nürnberg als Mittelinstanz errichtet, das bis 1932 bestand und vom Landgericht Nürnberg-Fürth abgelöst wurde.

## Funktion
Die Landgerichte älterer Ordnung waren im Königreich Bayern Gerichts- und Verwaltungsbehörden, die 1862 in ihrer Funktion als Verwaltungsbehörden von den Bezirksämtern und 1879 in ihrer Funktion als Gerichte von den Amtsgerichten abgelöst wurden. Die ab 1879 gebildeten Landgerichte entsprachen den früheren bayerischen Appellationsgerichten bzw. ab 1857 den Bezirksgerichten als Gerichte zweiter Instanz.

## Geschichte

### Das Landgericht älterer Ordnung
Im Jahr 1808 wurde im Verlauf der Verwaltungsneugliederung Bayerns das Landgericht Nürnberg errichtet. Dieses gehörte zunächst zum Pegnitzkreis, mit dessen Auflösung im Jahr 1810 dann zum Rezatkreis. 

#### Lage
Das Landgericht Nürnberg grenzte im Süden an das Landgericht Schwabach, im Osten an das Landgericht Altdorf, im Nordosten an das Landgericht Lauf, im Norden an das Landgericht Erlangen und im Westen an das Landgericht Cadolzburg.

#### Struktur
Im Jahr 1808 wurden 25 Steuerdistrikte gebildet, die von den Rentämtern Erlangen und Fürth verwaltet wurden. Im selben Jahr wurden  Ruralgemeinden gebildet, die deckungsgleich mit den Steuerdistrikten waren:
- Burgfarrnbach;
- Dambach mit Oberfürberg und Unterfürberg;
- Galgenhof mit Gibitzenhof, Hummelstein, Lichtenhof und Sandreuth;
- Gärten bei Wöhrd;
- Gärten hinter der Veste;
- Gleißhammer mit Bleiweiß, Dürrenhof, Dutzendteich, Fallhütte, Flaschenhof, Forsthof, Hallerhütte, Hallerschloß, Gleißbühl, Glockenhof, Hadermühle, Kressengarten, Neubleiche, Sandbühl, St. Peter, Ställe vor dem Frauentor, Tullnau, Vogelsgarten, Weichselgarten und Wölkershof;
- Gostenhof;
- Großreuth bei Schweinau mit Felsen bei Stein, Gebersdorf und Kleinreuth;
- Höfen mit Eberhardshof, Gaismannshof, Leyh, Muggenhof und Weikershof;
- Laufamholz mit Hammer, Malmsbach, Mittelbürg, Oberbürg, Schwaig und Unterbürg;
- Mögeldorf mit Rehhof, Schmausenbuck, Valznerweiher und Zerzabelshof;
- Oberasbach mit Altenberg, Kreutles, Neumühle und Unterasbach;
- Poppenreuth;
- Schniegling mit Doos;
- Schweinau;
- Stadeln mit Königsmühle und Mannhof;
- Stein mit Oberweihersbuch, Spitzgarten und Unterweihersbuch;
- Steinbühl mit Tafelhof;
- St. Johannis mit Großweidenmühle und St. Sebastian;
- Sündersbühl mit Bleiweißgarten, Deutschherrnbleiche, Himpfelshof, Kleinweidenmühle, Spitzgarten, St. Leonhard und Ställe vor dem Spittlertor;
- Unterfarrnbach mit Atzenhof und Bremenstall;
- Vach mit Flexdorf und Ritzmannshof;
- Wetzendorf;
- Wöhrd;
- Zirndorf mit Alte Veste.

1818 gab es im Landgericht Nürnberg 18697 Einwohner, die sich auf 4317 Familien verteilten und in 2192 Anwesen wohnten. Im selben Jahr kamen Wöhrd und Gostenhof an die Stadt Nürnberg.
Am 1. Oktober 1825 wurden die Gemeinden Galgenhof (ohne Ortsteile), Gärten bei Wöhrd, Gärten hinter der Veste und St. Johannis nach Nürnberg eingegliedert, desgleichen Gleißbühl, Glockenhof, Hadermühle, Kressengarten, Neubleiche, Sandbühl, St. Peter, Ställe vor dem Frauentorgraben, Vogelsgarten, Weichselgarten und Wölkershof von der Gemeinde Gleishammer, Tafelhof von der Gemeinde Steinbühl und Bleiweißgarten, Deutschherrnbleiche, Himpfelshof, Kleinweidenmühle, Spitzgarten, und Ställe vor dem Spittlertor von der Gemeinde Sündersbühl.
1826 kamen folgende Gemeinden vom Landgericht Erlangen hinzu:
- Erlenstegen mit Mühlhof, Platnersberg, Schafhof, Spitalhof und St. Jobst;
- Großreuth hinter der Veste;
- Kleinreuth hinter der Veste mit Neuhaus;
- Rennweg mit Bretzengarten, Deumentenhof, Rechenberg, Schallershof, Schoppershof, Schübelsberg, Veilhof, Weigelshof, Winzelbürg und Wöhrder Kirchhof;
- Thon;
- Ziegelstein mit Herrnhütte.

1840 hatte das Landgericht Nürnberg eine Fläche von 43⁄4 Quadratmeilen (≈272 km²) und 15793 Einwohner, wovon 15156 Protestanten, 489 Katholiken und 148 Juden waren. Es gab 91 Ortschaften (7 Pfarrdörfer, 1 Kirchdorf, 30 Dörfer, 30 Weiler und 23 Einöden) und 29 Landgemeinden:
- Burgfarrnbach;
- Dambach mit Oberfürberg und Unterfürberg;
- Erlenstegen mit Mühlhof, Schafhof, Spitalhof, St. Jobst und Vogelherd;
- Gibitzenhof mit Hummelstein, Lichtenhof und Sandreuth;
- Gleißhammer mit Bleiweiß, Dutzendteich, Fallhütte, Forsthof, Hallerhütte, Hallerschloß und Tullnau;
- Großreuth bei Schweinau mit Felsen bei Stein, Gebersdorf und Kleinreuth bei Schweinau;
- Großreuth hinter der Veste
- Höfen mit Eberhardshof, Gaismannshof, Leyh, Muggenhof und Weikershof;
- Kleinreuth hinter der Veste mit Neuhaus;
- Laufamholz mit Hammer, Oberbürg und Unterbürg;
- Mögeldorf mit Schmausenbuck und Blechenhäusle;
- Oberasbach mit Altenberg, Kreutles, Neumühle und Unterasbach;
- Poppenreuth;
- Rennweg mit Bretzengarten, Deumentenhof, Rechenberg, Veilhof, Weigelshof und Winzelbürg;
- Schniegling mit Doos;
- Schwaig mit Malmsbach und Mittelbürg;
- Schweinau;
- Stadeln mit Königsmühle und Mannhof;
- Stein;
- Steinbühl;
- Sündersbühl mit St. Leonhard;
- Thon;
- Unterfarrnbach mit Atzenhof und Bremenstall, Stadelhof;
- Vach mit Flexdorf und Ritzmannshof;
- Weihersbuch mit Oberweihersbuch und Unterweihersbuch;
- Wetzendorf;
- Zerzabelshof mit Valznerweiher;
- Ziegelstein mit Herrnhütte;
- Zirndorf mit Alte Veste.

Als 1879 in Bayern eine Gerichtsorganisation nach dem Gerichtsverfassungsgesetz eingeführt wurde, trat an die Stelle des alten Landgerichts ein Amtsgericht.

### Das Landgericht nach dem Gerichtsverfassungsgesetz von 1879 bis 1932
Gleichzeitig wurde ein neues Landgericht Nürnberg als Landgericht nach dem deutschen Gerichtsverfassungsgesetz errichtet. Das Landgericht Nürnberg-Fürth entstand durch schrittweise Zusammenlegung mit dem Landgericht Fürth ab dem Jahr 1914 (nach dem Bau des Nürnberger Justizpalastes) und war erst 1932 abgeschlossen.